# Pozo Curuxona
El Pozo Curuxona es una antigua mina de carbón de hulla ubicada en la población del mismo nombre, en la parroquia de Santiago Arenas, concejo asturiano de Siero (España). Tras su cierre fue convertido en viviendas particulares. 

## Historia
La Sociedad Hulleras de Rosellón profundizó en 1917 el pozo Curuxona (también conocido como Coruxona o pozo Rosellón) en una zona estratégica, en la frontera entre los concejos de Siero y Langreo y rodeado de otras explotaciones. El pozo se situaba junto al paso de un trole de carbón y junto al ferrocarril de Langreo, estando también cerca del curso del río Candín. En 1932, cuando la mina pertenecía a Francisco de Orueta y a la familia Figaredo, pasó a ser propiedad de Duro Felguera, empresa que acabó adquiriendo casi todas las pertenencias mineras de la zona para alimentar sus altos hornos de La Felguera. En los años 70 el pozo, que funcionaba como auxiliar de los cercanas minas de mayor tamaño, fue clausurado. 

## Descripción

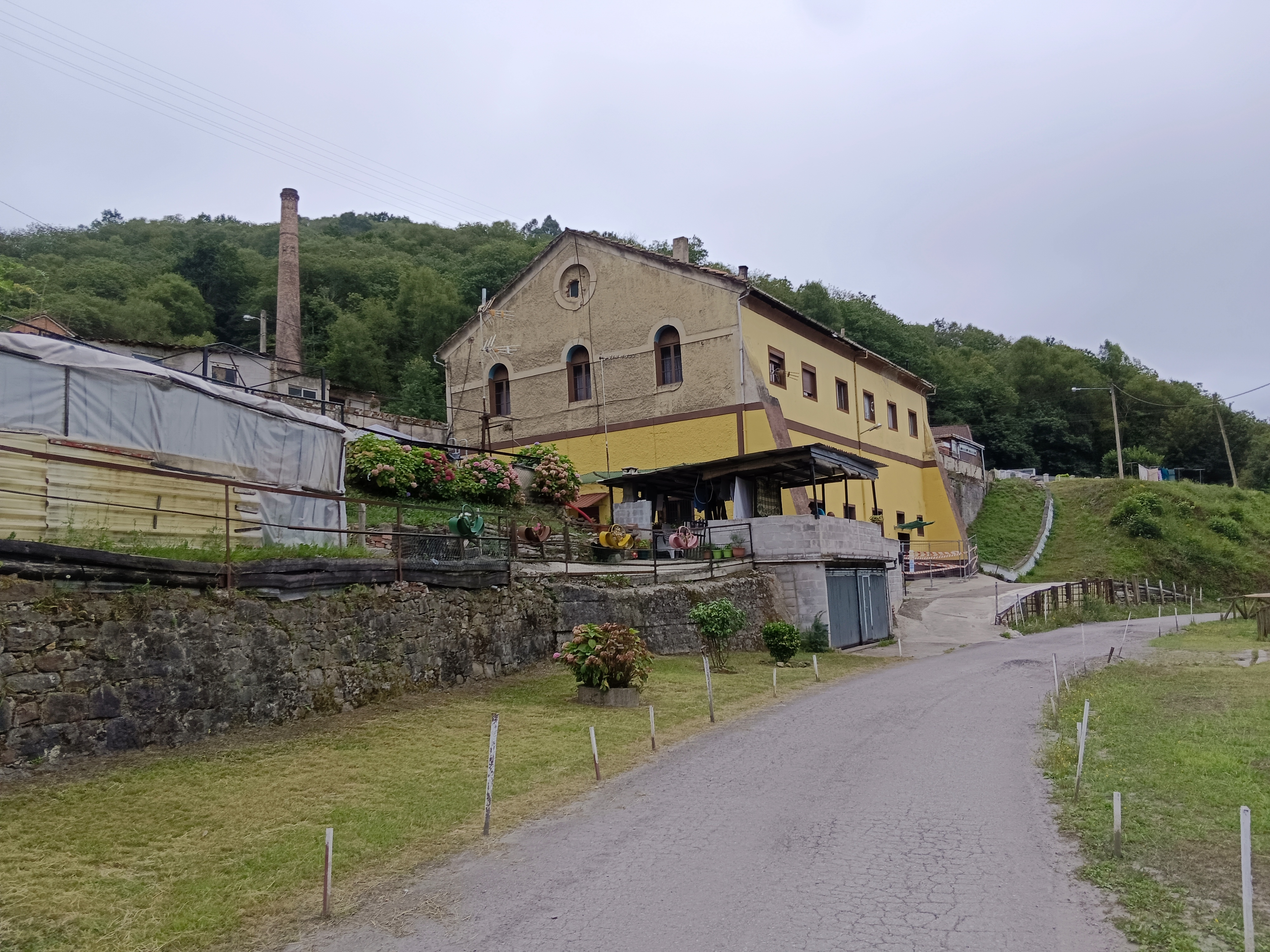
Antiguo lavadero del pozo Curuxona

El pozo llegó a contar con una profundidad de 167 metros sobre la superficie. Con el cierre de la explotación se desmanteló el castillete. Sin embargo, otras instalaciones fueron conservadas, adquiridas por particulares y reconvertidas en viviendas. Así, se conserva el antiguo lavadero del pozo, la lampistería, la sala de oficinas y el botiquín. También se conserva una angosta bocamina, las ruinas del polvorín, el brocal del pozo y una gran chimenea de ventilación de ladrillo refractario. En esta se pueden leer las iniciales de la primera empresa, HR (Hulleras del Rosellón). La chimenea se encuentra invadida en buena medida por la vegetación. 
La mina es uno de los lugares de interés de la senda del trole entre Langreo y Siero. 